# دان روذرفورد
دان روذرفورد (بالإنجليزية: Dan Rutherford)‏ هو سياسي أمريكي، ولد في 26 مايو 1955 في بونتياك في الولايات المتحدة. حزبياً، نشط في الحزب الجمهوري. وقد انتخب عضو مجلس نواب إلينوي.

## وصلات خارجية
- الموقع الرسمي